# Wahlen 1896
◄◄ | ◄ | 1892 | 1893 | 1894 | 1895 | Wahlen 1896 | 1897 | 1898 | 1899 | 1900 | ► | ►►

Weitere Ereignisse
Die hier aufgeführten Wahlen und Abstimmungen fanden im Jahr 1896 statt.

## Europa

### Deutschland
- Landtagswahl in Lippe 1896

### Schweiz
Die Schweizer Parlamentswahlen 1896 fanden am 25. Oktober 1896 statt. Zur Wahl standen 147 Sitze des Nationalrates. Die Wahlen wurden nach dem Majorzwahlrecht vorgenommen, wobei das Land in 52 unterschiedlich große Nationalratswahlkreise unterteilt war. Eindeutige Wahlsiegerin war die Freisinnig-Demokratische Partei, die 1894 aus dem Zusammenschluss der Freisinnigen (bzw. Radikal-Liberalen) mit ihnen nahe stehenden Gruppierungen entstanden war. Das neu gewählte Parlament trat in der 17. Legislaturperiode erstmals am 7. Dezember 1896 zusammen.

## USA

### Wahl zum Repräsentantenhaus
Am 3. November 1896 wurden in den Vereinigten Staaten die Abgeordneten des Repräsentantenhauses gewählt. In drei Staaten fanden die Wahlen bereits zwischen Juni und September statt. Die Wahl war Teil der allgemeinen Wahlen zum 55. Kongress der Vereinigten Staaten in jenem Jahr, bei denen auch ein Drittel der US-Senatoren gewählt wurden. Gleichzeitig fand auch die Präsidentschaftswahl des Jahres 1896 statt, die der Republikaner William McKinley gewann. Zum Zeitpunkt der Wahlen bestanden die Vereinigten Staaten aus 45 Bundesstaaten. Die Zahl der zu wählenden Abgeordneten war 357. Die Sitzverteilung basierte auf der Volkszählung von 1890.

### Präsidentschaftswahl
Die Präsidentschaftswahl in den Vereinigten Staaten vom 3. November 1896 wurde vom Republikaner William McKinley und dessen Running Mate als Anwärter auf die Vizepräsidentschaft Garret Hobart gewonnen. Ihre Konkurrenten waren der Demokrat William Jennings Bryan und der als Vizepräsident kandidierende Arthur Sewall. Bryan verdankte seine Nominierung einer begeistert aufgenommenen Parteitagsrede, in der er davor warnte, die arbeitende Bevölkerung unter ein "Kreuz aus Gold" zu zwingen. McKinley gewann 23 Staaten für sich, Bryan 22. Der Unterschied der Stimmen im Electoral College fiel mit 271:176 allerdings deutlicher zugunsten der Republikaner aus, die damit die Wahl für sich entscheiden konnten.